# Микробиом
Микробиом (micro — «маленький», bios — «жизнь») — сообщество микроорганизмов, населяющих конкретную среду обитания, или совокупность генов микроорганизмов такого сообщества. Термин часто используется как синоним «микробиоты» или «микрофлоры», впервые был употреблён в статье 1952 года, посвящённой загрязнению воды стоками из канализации. Собственным микробным сообществом (микробиомом) обладают все экосистемы, начиная от тканей и органов отдельных организмов и заканчивая целыми средами обитания. Микробиом участвует в важнейших экосистемных процессах, способствуя как метаболизму хозяина в локальном масштабе, так и биогеохимическому круговороту питательных веществ в глобальном.
Самыми генетически разнообразными являются почвенные микробиомы, которые влияют на взаимодействие между наземными и подземными биомами, водными экосистемами и земной атмосферой. Микробиом океана оказывает влияние на климат планеты, участвует в круговороте азота и других питательных веществ.

## Микробиомы сред обитания

### Микробиомы почв
Почвенные микробиомы — самые генетически разнообразные экосистемы на Земле, включающие сложные комплексы бактерий, архей и эукариот. Почва содержит около 108—1010 клеток микроорганизмов на грамм, что многократно превышает их содержание на миллилитр (104—107 клеток) в Мировом океане. Почвенные микроорганизмы играют важнейшую роль в поддержании геохимического состава биосферы. Они ответственны за циркуляцию биогенных элементов (азота, углерода и фосфора и других), их преобразование в доступный для растений вид, поддержание структуры почвы. Микроорганизмы фиксируют атмосферный азот и углерод, производят органические вещества и иммобилизуют достаточное количество азота и других питательных веществ, чтобы инициировать процессы круговорота азота в молодой почве. Почва представляет собой резервуар видов микроорганизмов, которые напрямую поддерживают (полезные симбионты) или препятствуют (патогены) росту растений, а также изменяют биодоступность питательных веществ и токсинов. Микробиом почв влияет на взаимодействие между наземными и подземными биомами, водными экосистемами и земной атмосферой, обеспечивает обмен между геологическими запасами и биосферой.
Среди наиболее важных представителей почвенного микробиома, вносящих наибольший вклад в формирование почвенного микробного сообщества — бактерии родов Pseudomonas (производят различные антибиотики, литические ферменты, гормоны растений, этилен, ауксины и гиббереллины), Azotobacter, Clostridium, Rhizobium и Bradyrhizobium (усваивают атмосферный азот), а также актиномицеты (Streptomyces) и грибы — Mycorrhizae.

### Микробиомы вод

#### Океаны и моря
Океанический микробиом — это сильно разбавленная микробная система, которая покрывает большую часть поверхности Земли. Его границы простираются от полярных регионов Арктики и Антарктики до кипящих гидротермальных источников в морских глубинах и известковых илов. В совокупности на океанический микробиом приходится ~ 0,0001 % объёма морской воды. Микробиом океана оказывает влияние на климат нашей планеты, участвует в круговороте азота и других питательных веществ. Одно из важнейших свойств океанической микробиоты — наличие в ней первичных продуцентов. В отличие от других микробиомов, в океаническом присутствуют организмы, способные к преобразованию световой энергии, что вносит существенный вклад в циркуляцию энергии по земной экосистеме. Примерное содержание микроорганизмов в Мировом океане варьирует от 104 до 107 клеток на миллилитр в зависимости от глубины, а в озёрах в среднем 106 клеток на миллилитр.
Наиболее распространённые представители микробиома океана — бактерии Vibrio, Pelagibacter ubique, Prochlorococcus, Cyanobacteria; а также археи Halobacteria, Haloquadratum walsbyi, Pyrolobus fumarii.

#### Реки
Отличительной чертой экосистемы реки является изменчивость из-за течений. В связи с этим, вдоль течения реки наблюдаются изменения в разнообразии микробиома, которые могут быть постепенными в местах со слабыми движениями водных масс, или резкими, происходящими на стыках с другими экосистемами. Разложение органических веществ, продуцирование парниковых газов, эвтрофикация, усвоение металлических загрязнителей, разложение ксенобиотических соединений — это лишь малая часть процессов, осуществляемых речным микробиомом. Особое практическое значение имеет, что у членов микробиома загрязнённых рек выявляются гены, способные расщеплять различные токсины и ксенобиотики. Учитывая, что реки являются источниками питьевой воды, данные изменения могут отражаться на человеке и животных.
Наиболее распространённые представители микробиомов рек — бактерии Actinobacteria, Betaproteobacteria, Flavobacteriia.

## Микробиомы живых организмов

Схема обмена метаболитами между бобовыми и симбиотическискими бактериями — азотфиксаторами

### Микробиомы растений
Микроорганизмы различаются по типу взаимоотношений с растением, например, встречаются патогены, эндофиты и симбионты. Потребности растений в азоте, фосфоре и железе удовлетворяются за счёт активности микроорганизмов в почве, на её поверхности и в непосредственной близости от неё. В свою очередь, источником углерода для представителей растительного микробиома могут служить как исключительно корневые экссудаты растений (например, род Myxococcus), так и органическое вещество почвы (например, отряд Sphingomonadales). Почвенные микроорганизмы колонизируют корни растений. Комменсальные, симбиотические или патогенные бактерии и грибы надземных частей растений, также частично происходят из корней и почвы. На формирование микробного сообщества в ризосфере оказывают влияние генотип растения-хозяина, тип почвы и методы выращивания, изменяют фенологию и время цветения, влияют на выработку сухого вещества побегов растений и вызывают системную устойчивость к болезням. Также вероятно, что микробиомы влияют на качество смол, фруктов, мёда и эфирных масел.

### Микробиомы животных
Микробиомами обладают практически все живые организмы: начиная от губок и заканчивая человеком. Наличие и состав резидентных микробных сообществ в организме животного напрямую влияет на его физиологическое состояние. Микробные сообщества наиболее часто заселяют пищеварительную систему и внешнюю поверхность тела животных, а также репродуктивные органы и ротовую полость человека. Помимо этого, микроорганизмы можно обнаружить и в кровеносной системе человека и даже в гемолимфе насекомых. У некоторых животных есть специализированные органы, в которых обитают определённые группы микроорганизмов. При этом ассоциации между животными и конкретными видами не случайны. В организме хозяина формируются комплексные приспособления для обеспечения полезных микроорганизмов пищей, подходящей средой обитания и защитой от других представителей.
Хорошо известно, что микробиом может участвовать в процессах пищеварения, расщепляя соединения, недоступные для собственных ферментативных систем хозяина, что расширяет животным кормовую базу. Микроорганизмы способны нейтрализовать токсины, синтезировать различные молекулы, необходимые для метаболизма хозяина (витамины и др.). Микробы, населяющие поверхность тела, защищают хозяина от патогенов. Возможно, микроорганизмы оказывают влияние не только на физиологическое состояние животного, но и на его поведение, путём синтеза сигнальных молекул.

## Методы изучения микробиома

### Таргетное секвенирование ампликонов
Для определения таксономического разнообразия в изучаемом образце используется секвенирование гена 16S рибосомальной РНК (16S рРНК), присутствующей во всех живых организмах. Вместе с тем, использование 16S рРНК в качестве индикатора разнообразия зачастую не позволяет различить виды из-за отсутствия у них различий в этом гене. Микробное сообщество часто определяется стабильным видовым составом, но такая стабильность не всегда соблюдается при многократном заборе проб (микробное сообщество не гомогенно на всём своём протяжении, его состав также может колебаться с течением времени).
После секвенирования ампликонов для определения состава микробного сообщества используются методы молекулярной филогении. Это делается путём кластеризации ампликонов в оперативные таксономические единицы (OTU) и выведения филогенетических связей между последовательностями ДНК.

### Метагеномное секвенирование
Альтернативой исследованиям маркерных генов (16S рРНК) является метагеномный анализ с помощью секвенирования методом дробовика. Получаемый набор последовательностей может охватить весь геном отобранных микроорганизмов, а не только отдельный маркерный ген. Такой подход может выявить функциональную комплиментарность внутри изучаемого образца и на основе этого предложить взаимодействия между его членами. Однако сборка и присвоение функции и таксономии метагеномным последовательностям — сложная задача, которая часто порождает множество предсказаний с низкой достоверностью. Часто также возникает неоднозначность относительно того, каким именно организмам принадлежит конкретно взятая последовательность, так как не всегда доступен полный геном организма.

### Метапротеомика и метатранскриптомика
Помимо изучения геномов, особый интерес представляют транскриптомы и протеомы микроорганизмов в составе сообществ. Комплексное изучение молекул белка и молекул РНК в составе образца, содержащего в себе представителей различных видов бактерий, называются соответственно метапротеомикой и метатранскриптомикой. Эти подходы, в отличие от описанных выше, позволяют не просто оценить генетический потенциал сообщества, а получить представление об активных генах и синтезируемых молекулах белка и метаболитах.
Для метатранскриптомных исследований обычно проводится пиросеквенирование РНК, выделенной из всего сообщества. Данные для метапротеомики получают выделением белков из клеток сообщества с их последующим анализом методом масс-спектрометрии.

### Определение взаимодействий внутри микробиома

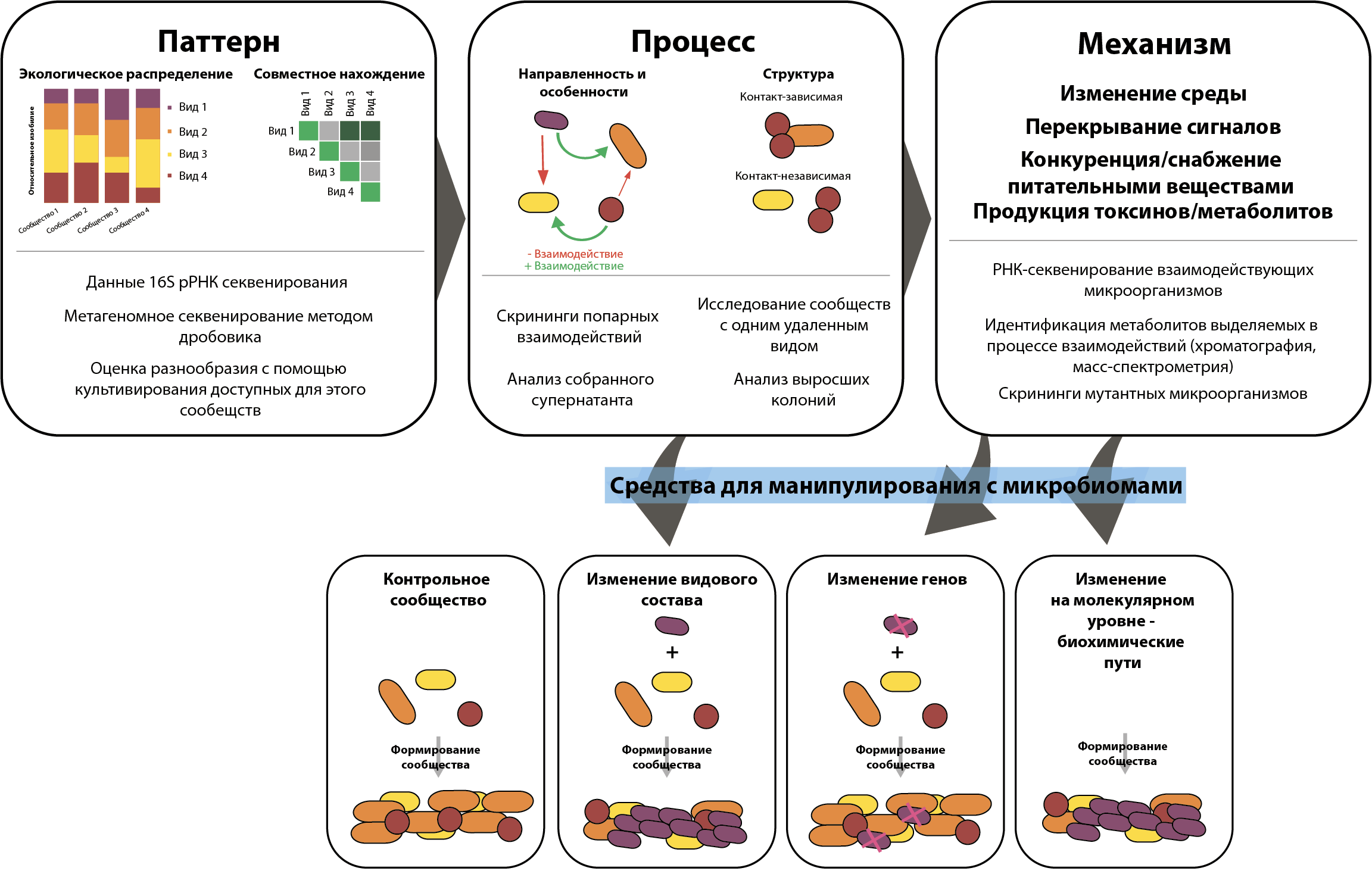
Данная схема демонстрирует способы изучения взаимодействий между видами в микробиоме

Существует трёхфазный подход для выявления причин и последствий микробных взаимодействий. Он основан на поиске паттернов в видовом составе микробных сообществ, изучении роли отдельных видов в функционировании всего сообщества, поиске конкретных механизмов, обуславливающих эту роль.
Для выявления совместной встречаемости видов в составе сообществ, которые могут быть объяснены взаимодействиями внутри них, используются метагеномные исследования in situ. Для изучения межвидовых взаимодействий в составе сообществ, используются экспериментальные микробные сообщества: изучается изменение фенотипа сообщества в попарных скринингах или при удалении отдельного вида из сообщества для установлении его роли в нём. Для идентификации генетических и молекулярных механизмов, лежащих в основе этих микробных взаимодействий, используются транскриптомные, метаболомные и скрининги, а также исследуются генетически модифицированные микроорганизмы.

### Влияние взаимодействий внутри микробиома на эволюцию микроорганизмов

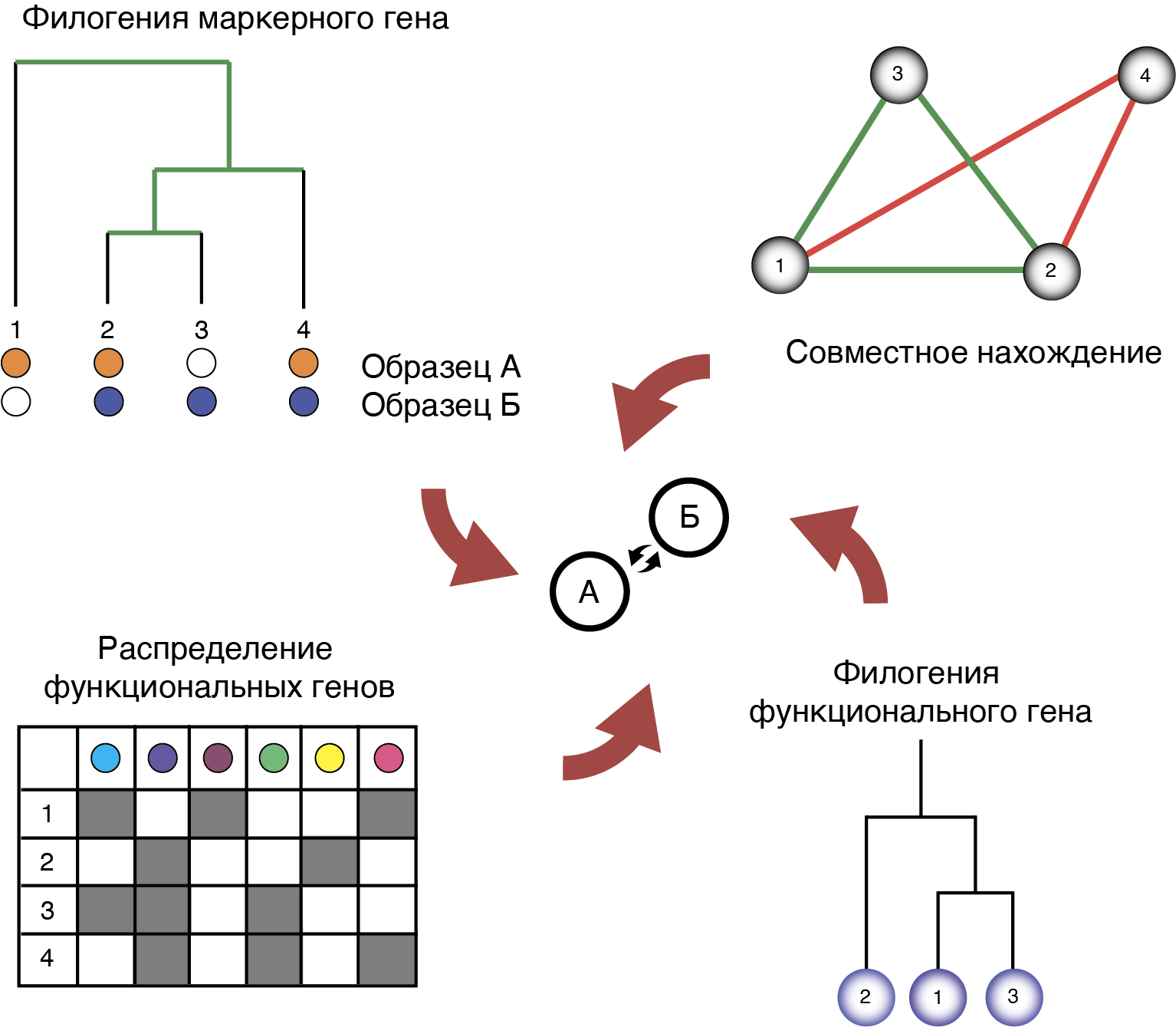
Идентифицирование взаимосвязей между микробиомами

Эволюционные исследования показали, что некоторые характеристики микроорганизмов, включая метаболизм, стрессоустойчивость и вирулентность, могут быстро эволюционировать в популяции по мере последовательной смены поколений. Взаимодействия между микроорганизмами могут ингибировать фенотипическую и генетическую эволюцию конкретного вида путём сокращения размеров популяции и уменьшения потенциальной генетической изменчивости для отбора, или могут способствовать адаптации, когда результатом взаимодействия является смена экологической ниши эволюционирующего вида. Исследования нескольких представителей рода Pseudomonas показали, что конкуренция со стороны других видов может как ингибировать, так и стимулировать их эволюцию. Ещё одним примером может служить появление в микробиоме функциональной специализации у микроорганизмов, часто являющейся результатом эндосимбиоза. Так, ассоциация между бактериями Candidatus «Moranella endobia» и Candidatus «Tremblaya princeps», живущими внутри клеток червеца цитрусового (Planococcus citri), привела к разделению между ними промежуточных звеньев путей синтеза фенилаланина, аргинина и изолейцина.
Экологическое перекрывание или эквивалентность могут лежать в основе часто наблюдаемых таксономических различий между образцами, взятыми из одних и тех же или похожих мест обитания. Наиболее убедительным примером этого является отсутствие постоянного «основного» микробиома во многих органах человека. Так, S.M. Huse et al. (2012) в исследовании, проведённом в рамках международного проекта «Микробиом человека», показали, что чёткая категоризация микробиоты фактически невозможна и правильнее говорить не о существовании энтеротипов, а о наличии непрерывного градиента микробных сообществ. Проект «Микробиом человека» появился в 2007 году, и исследования в этой сфере проводились Национальными институтами здравоохранения США вплоть до 2016 года. Его целью было получить наиболее полную картину разнообразия микрофлоры различных органов человека.
Хотя не представляется возможным выявить «основной кишечный» микробиом человека, все же при более точном определении можно охарактеризовать основной микробом «здорового толстого кишечника с высоким содержанием белка и жиров животного происхождения». Преемственность может также играть роль, например, при детерминировании зубного налёта: один и тот же участок может быть занят «ранними» или «поздними» сообществами, которые возникают после нарушения. Также при исследовании распределения операционных таксономических единиц в микробиомах почвы, озёрной воды и солёных отложений было выявлено отсутствие перекрывания между ними даже при уменьшении порога идентичности последовательностей до 89 %.

## Модифицирование микробиома
В последние годы изучение микробиома быстро прогрессировало от поиска взаимосвязей между хозяином и микробиомом до понимания его роли в развитии заболеваний. Манипулирование естественной микробной флорой человека открыло уникальную возможность для повышения эффективности комменсальной флоры и снижения рисков возникновения связанных с ней  заболеваний. Появились микробно-центрированные терапевтические стратегии, которые обеспечивают или воссоздают желаемую функцию интересующего микробного сообщества, либо подавляют или устраняют определённый нежелательный или патогенный элемент. Например, бактериотерапия была успешно использована при инфекциях Clostridium difficile за счёт пересадки фекальных микробиомов от здоровых доноров пациенту, что привело к восстановлению нормальной микробиоты. В других случаях, благодаря методам системной биологии идентифицировали отдельных микроорганизмов и некоторые их консорциумы, которые могут, в значительной степени, повторять эффекты пересадки фекальных микробиомов.
Также существуют экспериментальные методики модификации микробиома in situ. Для этих целей используются CRISPR/Cas9 системы. Они способные узнавать определённые участки генома патогенов, отвечающие за устойчивость к антибиотикам, и приводить к их деградации. Для доставки этих систем в бактериальные клетки используются бактериофаги. При этом CRISPR/Cas9 нуклеазы, благодаря специфичности своего устройства, поражают только определённые штаммы потенциально опасных бактерий. В связи с этим, их использование безопасно для нормальной микрофлоры и может предотвращать развитие дисбактериоза.

## Проекты
Помимо выше затронутого проекта «Микробиом человека», существует также созданный в 2010 году проект «Микробиом Земли» — это инициатива по сбору природных образцов и анализу микробного сообщества по всему миру. Микроорганизмы очень распространены, разнообразны и играют важную роль в экологической системе. Тем не менее, по состоянию на 2010 г. было подсчитано, что в окружающей среде отсеквенировано менее 1 % от общей ДНК, обнаруженной в литрах морской воды или грамме почвы. А конкретные взаимодействия между микроорганизмами остаются неизвестными. Цель проекта «Микробиом Земли» состоит в том, чтобы обработать до 200 000 образцов в различных биомах, создав полную базу данных микроорганизмов на Земле, чтобы охарактеризовать окружающую среду и экосистемы по микробному составу и взаимодействию. Используя эти данные, можно предложить и протестировать новые экологические и эволюционные теории.